# Edgar Álvarez
Edgar Anthony  Álvarez Reyes (né le 9 janvier 1980 à Puerto Cortés) est un ancien footballeur hondurien.

## Biographie
Après une période de prêt satisfaisante, l'AS Rome l'acquiert grâce à un transfert de 1.5 million d'euros conclu avec le CA Peñarol. Il signe un contrat de cinq ans, mais il est immédiatement prêté au FC Messine avec option d'achat.
Après une saison passée à Messine, le footballeur retourne à Rome. Lors du mercato d'été, l'AS Roma recrute Mauro Esposito ce qui entraîne le départ en prêt du Hondurien vers l'AS Livourne Calcio.
En 2008, Álvarez retourne à Rome, où il effectue une avant-saison complète. Mais il est prêté au Pise Calcio avant d'être cédé définitivement à l'AS Bari en 2009.